# ГЕС Телес-Пірес
ГЕС Телес-Пірес — гідроелектростанція в центральній частині Бразилії на межі штатів Пара та Мату-Гросу. Знаходячись між ГЕС Colider (вище за течією) та ГЕС São Manuel, входить до складу каскаду на річці Телес-Пірес (правий виток Тапажос, котра є правою притокою Амазонки).
У межах проекту річку перекрили кам'яно-накидною греблю з глиняним ядром висотою 80 метрів та довжиною 1650 метрів. Вона утримує витягнуте по долині річки на 70 км водосховище площею 150 км2, в тому числі площа водної поверхні 135,6 км2, з яких приблизно 40 км2 відносяться до природних водойм.
Пригреблевий машинний зал обладнали п'ятьма турбінами типу Френсіс потужністю по 364 МВт, які при напорі у 59 метрів забезпечують виробництво біля 8 млрд кВт-год електроенергії на рік.
Проект реалізували через компанію Sociedade de Propósito Específico (SPE), яка належить Neoenergia (50,1 %), Eletrobras-Eletrosul (24,5 %), Eletrobras-Furnas (24,5 %) та Odebrecht Energia (0,9 %).